# Producto mixto
En matemática, el producto mixto (o también conocido como triple producto escalar) es una operación entre tres vectores que combina el producto escalar con el producto vectorial para obtener de resultado un escalar.

## Producto escalar y producto vectorial
El producto escalar es una operación entre dos vectores {\displaystyle {\vec {u}},{\vec {v}}} que da como resultado un número (un escalar), y está definido como

{\displaystyle {\vec {u}}\cdot {\vec {v}}=u_{1}v_{1}+u_{2}v_{2}+\cdots +u_{n}v_{n}}.

Entre sus principales propiedades se encuentra el resultado

{\displaystyle {\vec {u}}\cdot {\vec {v}}=|{\vec {u}}||{\vec {v}}|\cos \theta }

 donde {\displaystyle \theta } es el ángulo que forman los dos vectores. Usando ese resultado es posible establecer el siguiente criterio para determinar si dos vectores son perpendiculares (ortogonales):
| Dos vectores {\displaystyle {\vec {u}},{\vec {v}}} son perpendiculares si y sólo si {\displaystyle {\vec {u}}\cdot {\vec {v}}=0}. |

Cuando los vectores son tridimensionales (esto es, son vectores de {\displaystyle \mathbb {R} ^{3}}) es posible definir otra multiplicación de vectores cuyo resultado sea también un vector; dicha operación se denomina producto vectorial, definido mediante el determinante

{\displaystyle {\vec {u}}\times {\vec {v}}={\begin{vmatrix}{\vec {i}}&{\vec {j}}&{\vec {k}}\\u_{1}&u_{2}&u_{3}\\v_{1}&v_{2}&v_{3}\end{vmatrix}}}

donde {\displaystyle {\vec {i}},{\vec {j}},{\vec {k}}} son los vectores unitarios en la dirección de los tres ejes {\displaystyle x,y,z}.
El producto {\displaystyle {\vec {u}}\times {\vec {v}}} corresponde a un vector perpendicular a {\displaystyle {\vec {u}}} y {\displaystyle {\vec {v}}} cuya norma o módulo es

{\displaystyle |{\vec {u}}\times {\vec {v}}|=|u||v|\sin \theta }.

donde nuevamente, {\displaystyle \theta } es el ángulo entre los vectores.
Del resultado anterior se deducen dos resultados:
| El valor de {\displaystyle \|{\vec {u}}\times {\vec {v}}\|} es igual al área del paralelogramo determinado por {\displaystyle {\vec {u}}} y {\displaystyle {\vec {v}}}. |

| Los vectores {\displaystyle {\vec {u}}} y {\displaystyle {\vec {v}}} son paralelos (colineales) si y sólo si {\displaystyle {\vec {u}}\times {\vec {v}}=0}. |

Observemos la similitud entre este criterio y el de perpendicularidad para el producto escalar.

## Producto mixto
Los triples productos aparecen cuando se desea definir multiplicaciones entre tres vectores.
Una expresión de la forma {\displaystyle {\vec {u}}\cdot {\vec {v}}\cdot {\vec {w}}} no tiene mucho sentido porque el resultado del primer producto es un escalar

{\displaystyle ({\vec {u}}\cdot {\vec {v}})\cdot {\vec {w}}=r\cdot {\vec {w}}}

y no es posible calcular el producto punto entre un número (escalar) y un vector.
Sin embargo, cuando los vectores son elementos de {\displaystyle \mathbb {R} ^{3}}, podemos combinar el producto escalar con el producto vectorial para definir una nueva operación entre tres vectores, que se denomina producto mixto pues el resultado será una cantidad escalar. 
| El producto mixto de los vectores {\displaystyle {\vec {u}},{\vec {v}},{\vec {w}}} se denota por {\displaystyle [{\vec {u}},{\vec {v}},{\vec {w}}]} y está definido como {\displaystyle [{\vec {u}},{\vec {v}},{\vec {w}}]={\vec {u}}\cdot ({\vec {v}}\times {\vec {w}})} |

### Cálculo del producto mixto
Para hallar una fórmula que permita calcular el valor del producto mixto a partir de las coordenadas de los vectores procedemos a realizar la sustitución del producto vectorial:
| {\displaystyle [{\vec {u}},{\vec {v}},{\vec {w}}]} | {\displaystyle ~=} | {\displaystyle {\vec {u}}\cdot ({\vec {v}}\times {\vec {w}})} |
|                                                    | {\displaystyle ~=} | {\displaystyle {\vec {u}}\cdot {\begin{vmatrix}{\vec {i}}&{\vec {j}}&{\vec {k}}\\v_{1}&v_{2}&v_{3}\\w_{1}&w_{2}&w_{3}\end{vmatrix}}} |
|                                                    | {\displaystyle ~=} | {\displaystyle {\vec {u}}\cdot \left({\begin{vmatrix}v_{2}&v_{3}\\w_{2}&w_{3}\end{vmatrix}}{\vec {i}}-{\begin{vmatrix}v_{1}&v_{3}\\w_{1}&w_{3}\end{vmatrix}}{\vec {j}}+{\begin{vmatrix}v_{1}&v_{2}\\w_{1}&w_{2}\end{vmatrix}}{\vec {k}}\right)} |
|                                                    | {\displaystyle ~=} | {\displaystyle {\begin{vmatrix}v_{2}&v_{3}\\w_{2}&w_{3}\end{vmatrix}}u_{1}-{\begin{vmatrix}v_{1}&v_{3}\\w_{1}&w_{3}\end{vmatrix}}u_{2}+{\begin{vmatrix}v_{1}&v_{2}\\w_{1}&w_{2}\end{vmatrix}}u_{3}}                                             |
|                                                    |                    | |
|                                                    |                    | |
|                                                    |                    | |
|                                                    |                    | |
|                                                    |                    | |
|                                                    |                    | |
|                                                    |                    | |
|                                                    |                    | |

en donde hemos usado que 

{\displaystyle {\vec {u}}\cdot {\vec {i}}=u_{1},{\vec {u}}\cdot {\vec {j}}=u_{2}} y {\displaystyle {\vec {u}}\cdot {\vec {k}}=u_{3}}.

Sin embargo, la última expresión obtenida es precisamente el desarrollo de un determinante, esto es:

{\displaystyle [{\vec {u}},{\vec {v}},{\vec {w}}]={\begin{vmatrix}u_{1}&u_{2}&u_{3}\\v_{1}&v_{2}&v_{3}\\w_{1}&w_{2}&w_{3}\end{vmatrix}}}

## Interpretación geométrica

Diagrama para demostrar la interpretación geométrica.

La similitud que existe entre las fórmulas de determinantes para calcular el producto vectorial y el producto mixto tienen su paralelo en el siguiente teorema:
| Si {\displaystyle {\vec {u}},{\vec {v}},{\vec {w}}} son vectores tridimensionales, entonces {\displaystyle \|{\vec {u}}\cdot ({\vec {v}}\times {\vec {w}})\|} es igual al volumen del paralelepípedo definido por {\displaystyle {\vec {u}},{\vec {v}},{\vec {w}}.} |

Paralelepípedo determinado por tres vectores

Así, la norma de un producto cruz representa el valor de un área, mientras que la norma de un producto mixto representa un volumen.
La demostración procede observando que 

{\displaystyle |{\vec {u}}\cdot ({\vec {v}}\times {\vec {w}})|=|{\vec {u}}||{\vec {v}}\times {\vec {w}}||\cos \theta |}

donde {\displaystyle \theta } es el ángulo entre los dos vectores {\displaystyle {\vec {u}}} y {\displaystyle {\vec {v}}\times {\vec {w}}}.
Por otro lado {\displaystyle |{\vec {v}}\times {\vec {w}}|=|{\vec {v}}||{\vec {w}}||\sin \alpha |} corresponde al área del paralelogramo que forman los vectores {\displaystyle {\vec {v}},{\vec {w}}} y {\displaystyle \alpha } es el ángulo entre ellos.
Así, reordenando los factores el producto tenemos:

{\displaystyle |{\vec {u}}\cdot ({\vec {v}}\times {\vec {w}})|=(|{\vec {u}}||\cos \theta |)|{\vec {v}}\times {\vec {w}}|=h\cdot A=V.}

donde {\displaystyle h} es la altura del paralelogramo, como indica la figura,  {\displaystyle A} es el área del paralelogramo de la base y {\displaystyle V} es el volumen del paralelepípedo.
La interpretación geométrica anterior proporciona un tercer criterio geométrico de estilo similar a los señalados para los otros productos.
| Tres vectores {\displaystyle {\vec {u}},{\vec {v}},{\vec {w}}} son coplanares si y sólo si {\displaystyle {\vec {u}}\cdot ({\vec {v}}\times {\vec {w}})=0}. |

Lo anterior se sigue de que el volumen del paralelepípedo tendrá volumen cero si y sólo si los vectores que los definen están en un mismo plano.

## Relaciones cíclicas
A partir de la fórmula de determinante podemos obtener el valor del producto mixto cuando los vectores aparecen en distinto orden. 
Por ejemplo, 

{\displaystyle [{\vec {u}},{\vec {w}},{\vec {v}}]={\begin{vmatrix}u_{1}&u_{2}&u_{3}\\w_{1}&w_{2}&w_{3}\\v_{1}&v_{2}&v_{3}\end{vmatrix}}=-{\begin{vmatrix}u_{1}&u_{2}&u_{3}\\v_{1}&v_{2}&v_{3}\\w_{1}&w_{2}&w_{3}\end{vmatrix}}=-[{\vec {u}},{\vec {v}},{\vec {w}}]},

puesto que intercambiando filas de un determinante corresponde a cambiar de signo el valor.
En general, intercambiar el orden de dos términos en el triple producto escalar corresponde a un cambio de signo. Realizando esta transposición de términos dos veces regresamos al valor original y así obtenemos la siguiente relación cíclica:

{\displaystyle [{\vec {u}},{\vec {v}},{\vec {w}}]=[{\vec {v}},{\vec {w}},{\vec {u}}]=[{\vec {w}},{\vec {u}},{\vec {v}}]}